# Неутрализам
Неутрализам је такав облик еколошких интеракција између врста, при чему оне насељавају исто станиште и интерагују, али немају ни користи (позитиван ефекат интеракција) ни штете (негативан ефекат интеракција) од присуства друге врсте. Често се ово означава као ефекат (0 / 0 ).
Прави неутрализам је неочекивана интеракција, и немогуће је доказати ову појаву. Стога се термин неутрализам користи за оне односе у којима су ефекти интеракција веома мали — као пример могу послужити интеракције јеленâ и веверица у шуми.